# 3026 Sarastro
3026 Sarastro este un asteroid din centura principală, descoperit pe 12 octombrie 1977 de astronomul elvețian Paul Wild.
Acest asteroid are un diametru de aproximativ 16 kilometri și orbitează în jurul Soarelui la o distanță medie de aproximativ 2,8 unități astronomice, având un timp de revoluție de aproximativ 4,6 ani terestri. 
Numele "Sarastro" vine de la personajul principal din opera lui Wolfgang Amadeus Mozart, "Flautul fermecat".